# Distrito de Baharak
Baharak, también conocido como Baharistan, es un distrito de la Provincia de Badakhshan, Afganistán. Se ubica a unos 30 kilómetros (18,6 mi) al este de Fayzābād. Su capital es la ciudad de Baharak y su población es de aproximadamente 14.000 personas.